# Serieteket
Serieteket är ett specialbibliotek för tecknade serier, grundat 1996. Det är inhyst i Kulturhuset vid Sergels torg i Stockholm och ingår sedan 2013 i Kulturhuset Stadsteatern. Serieteket är det enda specialbiblioteket för tecknade serier i Sverige och har fungerat som förebild för liknande bibliotek i bland annat Norge och Ryssland.

## Historik
Biblioteket invigdes 18 november 1996 på Kocksgatan på Södermalm, som en filial till Stockholms stadsbibliotek, delvis inspirerat av två liknande institutioner – seriecentret i franska Angoulême (Centre National de la Bande Dessinée et l'Image) och Det kulørte bibliotek i Köpenhamn. Verksamheten initierades och leddes av Kristiina Kolehmainen, från starten fram till hennes död 2012. Sedan hösten 2012 leds Serieteket av Ola Hellsten.

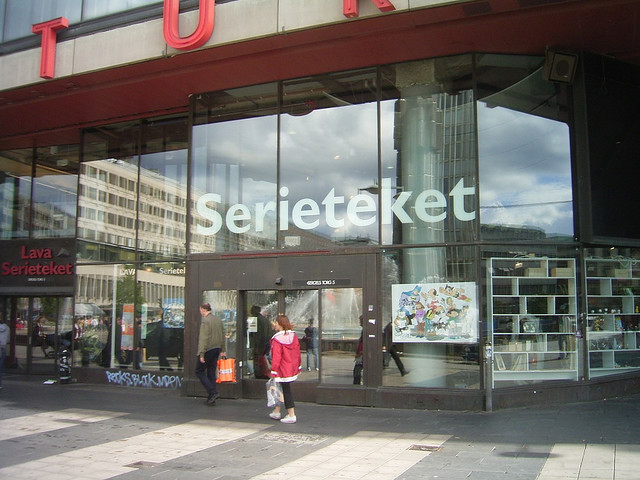
Serieteket 2005, då biblioteket låg i gatuplan.

De första åren fanns Serieteket på Kocksgatan på Söder. 1999 flyttade verksamheten in i Kulturhuset, där det har funnits på två olika ställen i huset. I januari 2009 flyttade Serieteket två våningar upp och integrerades med Film- och musikbiblioteket. Sedan 2013 ingår Serieteket i det sammanslagna Kulturhuset Stadsteatern och är inte längre en filial till Stockholms stadsbibliotek, men har fortfarande gemensamt lånesystem och katalog med övriga bibliotek inom Stockholms stadsbibliotek.

## Statistik och samarbeten
2005 hade Serieteket ett bestånd av 9 000 volymer (seriealbum) samt prenumerationer på 14 olika tidskrifter om serier och animation. Samma år rapporterade man 30 000 besök och en utlåning på 45 000 album.

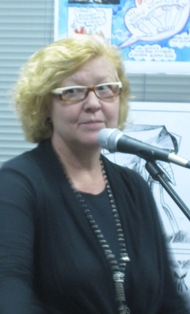
Kristiina Kolehmainen vid 2011 års invigning av seriecentret i Moskva, etablerat efter svensk förebild.

Serieteket har samarbeten med motsvarigheter i andra länder. Bland annat är Serieteket systerbibliotek till Ryska statliga biblioteket för unga människor (RSBU) i Moskva. Serieteket var en förebild när RSBU 2010/2011 etablerade ett eget Seriecenter (ryska: Kомикс Центр, Komiks Tsentr). Serieteket i Oslo är även det startat med inspiration från sin stockholmska motsvarighet.

### Återkommande verksamhet
Serieteket har sedan flytten till Kulturhuset (1999) varit huvudarrangör av Stockholms internationella seriefestival, tidigare känd som "Fanzine Heaven" och "Small Press Expo". Bland andra återkommande evenemang som Serieteket är inblandat i finns också Franskspråkiga Seriedagen. Man har även en filmklubb.
De första åren presenterade Serieteket nyheter via det lilla häftet Seriegrodan. I nummer tre (utgiven 1997) firade man bland annat Lucky Lukes 50-årsjubileum. Man bjöd även in till bibliotekets ettårsjubileum den 25 november 1997. Därefter har allt mer information presenterats via Internet, bland annat via nyhetsbrev och Serieteketbloggen.